# Камама
Камама або Каммамма — хатський бог, якому поклонялися хети та палеї. Був богом-покровителем і міг бути пов'язаний з рослинністю. Він досяг певного значення в державному пантеоні у Давньохетський період, і в деяких випадках він значиться в ієрархічно впорядкованих списках безпосередньо після Тергуна та богині сонця Арінни, головних хетських божеств.

## Історія
Теонім Камама має хатське походження. Воно збігається з назвою міста бронзової доби в Північній Анатолії, зустрічається також як написане клинописом з детермінантами дінгір.
Фолькерт Гаас вважав Камаму богинею-матір'ю. Однак Мацей Попко називає його божеством чоловічої статі. Петро Тарача зазначає, що ім'я, швидше за все, пов'язане з ім'ям богині Аммамми (Мама), і перекладає його як «висока Мама». Однак він прийшов до висновку, що Каммамма вважався чоловічим божеством, характер якого можна порівняти з Теліпіну, оскільки варіант його імені, Пін-Камама, «дитина Камама» або «син Камама», ймовірно, вказує на нього як на подібного до бога молодої рослинності. Він стверджує, що можливий етимологічний зв'язок між назвами Камама та Аммамма, ймовірно, відображає спільний зв'язок із дикою природою.
Карло Корті, спираючись на той факт, що ім'я Камама збігається з ім'ям міста, робить висновок, що це божество належало до «категорії опікунів місцевих нуменів».
Камамі поклонялися в основному в північній Анатолії. Його культовим центром, швидше за все, було гомофонне місто, де він імовірно вважався главою місцевого пантеону. Йому також поклонялися в Арінні. У ритуалах, які, ймовірно, відображають хатську традицію, він отримував підношення як член кола богині сонця Арінни.
У пізній давньохетський період Камама досяг певного значення в державному пантеоні. Іноді він з'являється в переліках божеств одразу після глав пантеону Тергуна та богині сонця Арінни, що відображає важливість його культового центру, який міг служити тимчасовою королівською резиденцією під час правління Хантілі II.
Відомі згадки про святилище Камама, позначене терміном ḫekur. Подібні культові будинки також засвідчені для Пірви та невизначеного божества, позначеного логограмою D LAMMA.
Камамі також поклонялася палеї. У палеських ритуалах він фігурує як член групи, до якої також входили Зіпарва, Катазіпурі, Гілазі, Гулзеш і Уліліясі.